# Puffendorf
Puffendorf is een plaats in de Duitse gemeente Baesweiler, deelstaat Noordrijn-Westfalen, en telt 448 inwoners (2007).
Baesweiler · Beggendorf · Floverich · Loverich · Oidtweiler · Puffendorf · Setterich

Stedenregio Aken · Regierungsbezirk Keulen · Noordrijn-Westfalen